# Acalolepta bolanica
Acalolepta bolanica är en skalbaggsart som först beskrevs av Aurivillius 1925.  Acalolepta bolanica ingår i släktet Acalolepta och familjen långhorningar. Inga underarter finns listade i Catalogue of Life.